# Finale del campionato NFL 1956
La finale del campionato NFL 1956 è stata la 24ª del campionato della NFL. La gara si tenne il 30 dicembre 1956 allo Yankee Stadium di New York tra New York Giants e Chicago Bears.
La gara si tenne su un campo ghiacciato. Per tale motivo, i Giants optarono per indossare scarpe da ginnastica al posto delle tradizionali scarpe da football, fattore che diede un vantaggio decisivo ai padroni di casa. Ventidue anni prima, in un Polo Grounds ugualmente congelato, i Giants avevano utilizzato la stessa tattica per vincere il titolo del 1934 nella partita passata alla storia come "Sneakers Game". Questo fu l'ultimo titolo per la franchigia dei Giants per trent'anni.

## Marcature
Primo quarto
- NY Triplett su corsa da 17 yard (extra point trasformato da Agajanian) 7–0 NYG
- NY FG di Agajanian da 17 yard 10–0 NYG
- NY FG di Agajanian da 43 yard 13–0 NYG

Secondo quarto
- NY Webster su corsa da 3 yard (extra point trasformato da Agajanian) 20–0 NYG
- CHI Casares su corsa da 9 yard (extra point trasformato da Blanda) 20–7 NYG
- NY Webster su corsa da una yard (extra point trasformato da Agajanian) 27–7 NYG
- NY Moore su punt bloccato nella end zone (extra point trasformato da Agajanian) 34–7 NYG

Terzo quarto
- NY Rote su passaggio da 9 yard di Conerly (extra point fallito) 40–7 NYG

Quarto quarto
- NY Gifford su passaggio da 14 yard Conerly (extra point trasformato da Agajanian) 47–7 NYG